# مشوكات الفم
مشوكات الفم هي رتبة من شعبة ديدان مسطحة .